# Familia Pinto
La familia Pinto, de origen galaico-portugués, ha sido una de las más emblemáticas de la aristocracia sudamericana en el siglo XIX. Ha dado académicos, políticos, militares, artistas y presidentes a varios países.

## Origen
De acuerdo a una teoría, sujeta a discusión, el origen de los Pinto, y también de sus derivados Pintos y Pintor, podría remontarse a Gonzalo de Pinto, caballero descendiente de la casa portuguesa de Sousa, quien fue apodado el Pinto por los Reyes Católicos por estar bañado ('pint[ad]o') en la sangre de sus enemigos al volver de una batalla contra las tropas de Abū ‘Abd Allāh Muḥammad az-Zaġall, emir granadino (1485-1486). Le concedieron ampliación de armas y tierras en Motril, donde sus descendientes fundaron una casa solariega. Se casó con María Díez de San Martín, con quien tuvo, entre otros, a Gonzalo de Pinto hijo.
Uno de los descendientes de este último fue Juan Pinto, quien con María de las Conchas —ambos avecindados en Los Tojos, Cantabria— tuvieron a María Pinto de las Conchas, genearca de los Pinto de Chile, y a Simón Pinto de las Conchas, genearca de los Pinto de Argentina y Bolivia.

## Los Fernández de Pinto

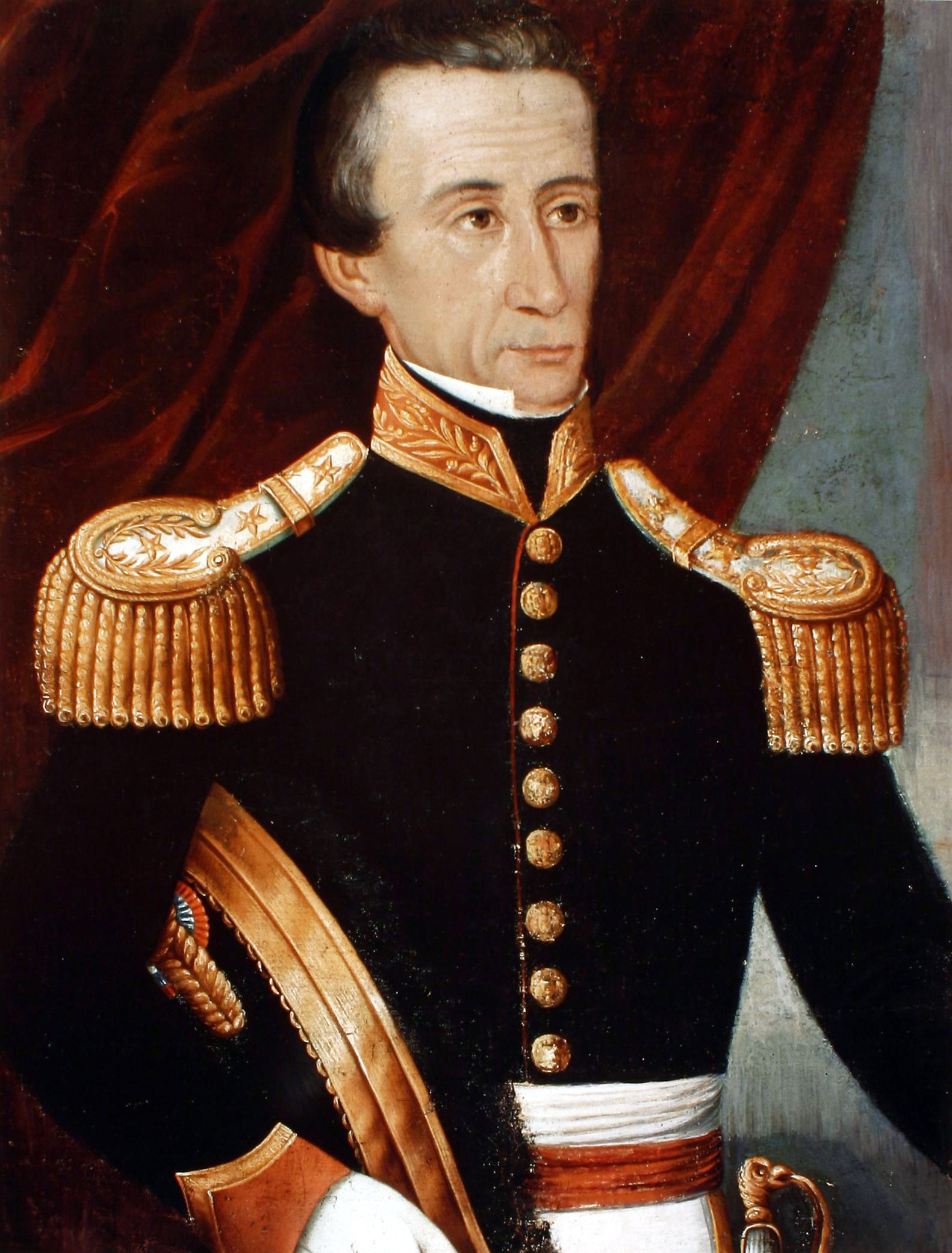
Francisco Antonio Pinto (1785-1858), presidente de Chile (1827-1829)

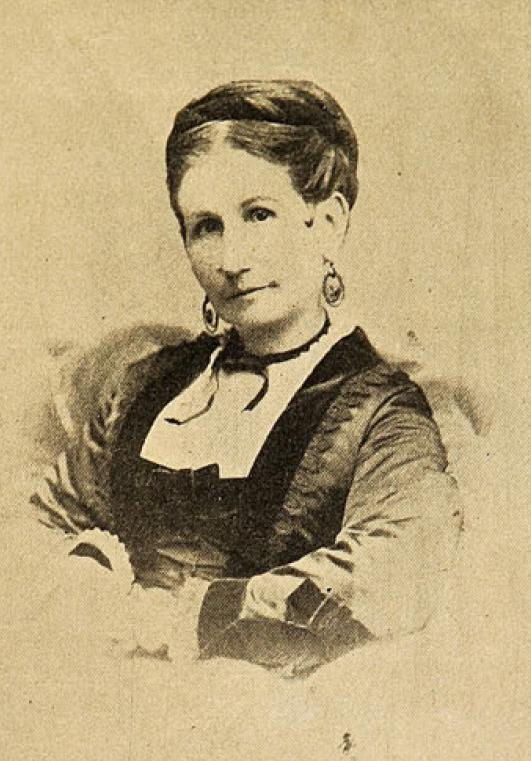
Enriqueta Pinto Garmendia (1817-1904), esposa del presidente de Chile Manuel Bulnes (1841-1851)

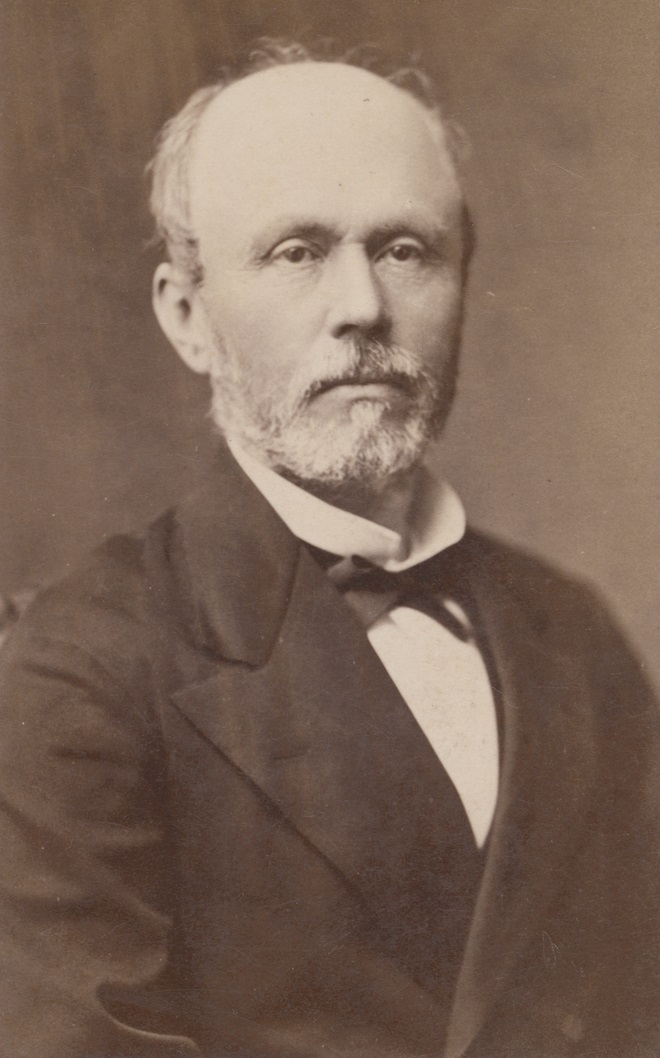
Aníbal Pinto Garmendia (1825-1884), presidente de Chile (1876-1881)

María Pinto de las Conchas se casó con Manuel Fernández. Uno de sus hijos fue Joaquín Fernández de Pinto —nacido en Santander, Cantabria—, casado con Mercedes Díaz de la Puente y Darrigrande, con quien tuvo siete hijos.

### Los Pinto Díaz de la Puente
La cabeza de esta familia fue el presidente, abogado y general Francisco Antonio Pinto (Santiago, 23 de julio de 1785-ibídem, 18 de julio de 1858), artífice de la independencia de Chile. A diferencia de sus coetáneos, el presidente Pinto no era hijo de criollos sino que de nacidos en la península ibérica; de ahí que la participación activa de esta familia en la historia de Chile sea a partir de siglo XIX.
Se casó con la patriota argentina Luisa Garmendia Alurralde, quien descendía por línea paterna del conquistador de Chile y Argentina, Francisco de Aguirre, y por tanto, a través de él, de los reyes del Medioevo de Castilla y Portugal, de la Casa de Borgoña. Y por línea materna descendía del último emperador inca, Huayna Cápac.
La familia Pinto Garmendia reunía, a través de lazos personales y de sangre, las más altas influencias de las sociedades chilena y argentina durante el siglo XIX. En el caso argentino se debía, además, a la férrea amistad que tenía Francisco Antonio Pinto, desde su juventud, con José de San Martín y Manuel Belgrano, entre otros.

#### Los Pinto Garmendia
De su matrimonio con la tucumana Luisa Garmendia Alurralde, cabe mencionar a:
- Enriqueta Pinto Garmendia, primera dama de Chile, esposa de Manuel Bulnes Prieto, presidente de la República (1841-1851).
- Aníbal Pinto Garmendia, presidente de la República (1876-1881), casado con Delfina de la Cruz Zañartu, hija única de José María de la Cruz Prieto y nieta de Luis de la Cruz Goyeneche, director supremo de Chile.
- Luisa Pinto Garmendia, casada con el diputado Ricardo Ariztía Urmeneta, tatarabuelos, por línea materna, de otro presidente de Chile: Sebastián Piñera Echenique.

#### Presidentes de Chile
Esta familia ha tenido los siguientes dos presidentes de Chile, ordenados cronológicamente.
- Francisco Antonio Pinto entre 1827 y 1829.
- Aníbal Pinto Garmendia entre 1876 y 1881.

#### Otros miembros destacados
- Arístides Pinto, militar e impulsor de la aeronáutica.
- José Manuel Pinto Arias, militar, intendente, gobernador y diputado.
- Francisco Antonio Pinto Cruz, político y diplomático.
- María Teresa Pinto del Río (1910-2000), escultora, también conocida en París como Marie Thérése Pinto de Behring.
- Juan Pinto Durán, abogado y dirigente deportivo.
- Federico Pinto Izarra, político y diplomático.
- Ernesto Pinto Lagarrigue, ingeniero y político.
- Aníbal Pinto Santa Cruz, historiador y economista, Premio Nacional de Chile.
- Aníbal Pinto Solari, músico, hermano de la actriz Malucha Pinto, hijos del historiador Aníbal Pinto Santa Cruz.
- Julio Allard Pinto, comandante en jefe de la Armada y político.
- Ricardo Ariztía Pinto, empresario.
- Gonzalo Bulnes Pinto, historiador y diplomático.
- Manuel Bulnes Pinto, político y militar.
- Ignacio Carrera Pinto, héroe de la batalla de la Concepción, nieto de José Miguel Carrera.
- Manuel Carrera Pinto, político.
- Carlos Dittborn Pinto, ingeniero e impulsor del Mundial de Fútbol Chile 1962, padre del empresario Pablo Dittborn Barros.
- Eugenio Dittborn Pinto, abogado y director teatral, padre del pintor y Premio Nacional Eugenio Dittborn Santa Cruz.
- Aníbal Matte Pinto, político.
- Mario Mutis Pinto, músico, miembro de Los Jaivas.
- Manuel Ortiz de Zárate Pinto, pintor de la vanguardia, en París.
- Julio Ortiz de Zárate Pinto, pintor de la vanguardia, en París.
- Eduardo A. Toledo Pinto, político, historiador, excandidato a Diputado

## Los Pinto González de los Ríos

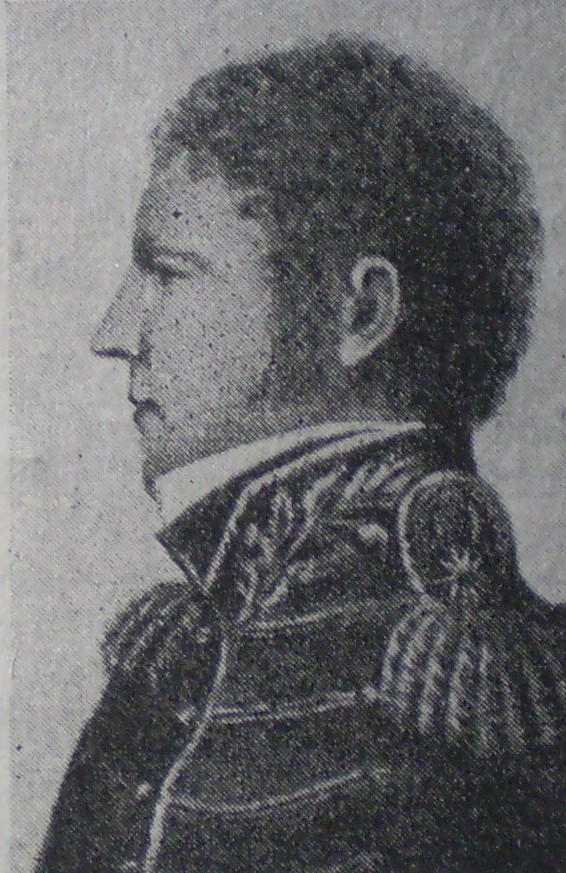
Manuel Guillermo Pinto, gobernador de Buenos Aires

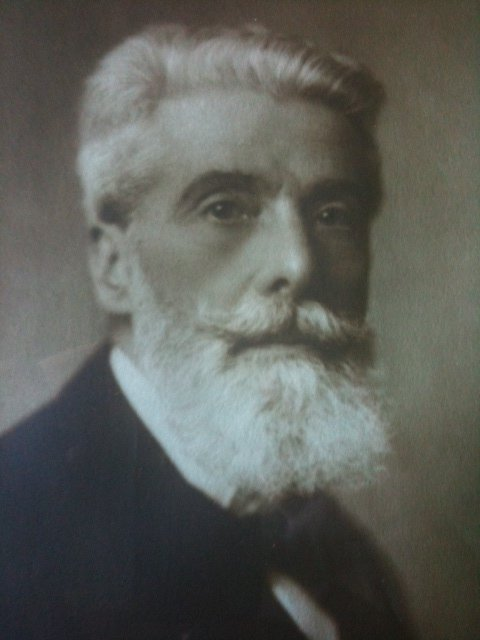
David de Tezanos Pinto Grimwood

Simón Pinto de las Conchas se casó con Antonia González de los Ríos Calderón, con quien tuvo tres hijos: Juana, Joaquín y Juan Antonio Pinto y González de los Ríos.

### Los Tezanos Pinto
Juana Pinto y González de los Ríos, al casarse con Manuel de Tezanos Rubín Ríos (de origen español), formó la familia Tezanos Pinto, en Argentina, de notable descendencia y trascendencia en Argentina, Bolivia, Chile, Perú y Venezuela, aún siendo pequeña en números. Una localidad en Entre Ríos - Argentina, lleva su nombre en reconocimiento a esta familia que donó las tierras donde se construyó su estación de trenes.

### Los Pinto Lobo
Tras haber emigrado a Buenos Aires, Joaquín Pinto y González de los Ríos contrajo matrimonio con Rita Antonia Lobo Acosta. Entre sus descendientes se destacan el héroe de la independencia argentina y gobernador del Estado de Buenos Aires Manuel Guillermo Pinto, Camila O'Gorman y Rita Pinto García, mujer de Juan Bernabé Molina.

### Los Pinto Arroyo
Juan Antonio Pinto y González de los Ríos se casó con Juana Arroyo. Su nieta, Ana Bárbara Mayo y Pinto, emigró a Chile, donde se casó con el político Ramón Errázuriz. Entre sus descendientes se encuentran José Bonifacio Vergara Correa e Isidoro Errázuriz.

#### Descendencia
Fueron algunos de sus descendientes:
En Argentina
- Manuel de Tezanos Pinto (político)
- José Evaristo Uriburu Tezanos Pinto
- Martín Torino Tezanos Pinto
- Daniel Ovejero
- Teófilo Sánchez de Bustamante
- Daniel Aráoz (gobernador)

En Bolivia
- David Tezanos Pinto

En Chile
- Ricardo de Tezanos Pinto
- David de Tezanos Pinto
- Manuel de Tezanos-Pinto
- Pablo Yrarrázaval

En Venezuela
- Jorge Olavarría